# Eldorado (São Paulo)
Eldorado (até 1948: Xiririca) é um município brasileiro do estado de São Paulo. Sua população estimada em 2022 era de 13 069 habitantes. O município é formado pela sede e pelos distritos da Barra do Batatal, do Braço e de Itapeúna.

## História
Sua história começou por volta de 1630, quando da adentrada ao rio Ribeira por exploradores portugueses que estavam à procura de veios de ouro. Surgiram as primeiras povoações, denominadas de arraiais de mineração, às margens do Rio Ribeira de Iguape, com destaque para os povoados de Ivaporunduva e Jaguary.
Por volta de 1750, ergueu-se um novo povoado a cerca de vinte quilômetros rio abaixo da localidade de Jaguary (atual Itapeúna): era o povoado de Xiririca. O nome era referência à palavra em tupi-guarani para água corrente.
Em 16 de janeiro de 1757, os irmãos Veras, de importante família de colonizadores, doaram duas casas no povoado de Xiririca, para que ali se construísse uma capela, e, em 8 de setembro, a capela, já pronta, recebeu a imagem de Nossa Senhora da Guia (atual padroeira do município).
Em 13 de janeiro de 1763, o povoado passou à categoria de freguesia. Após a ocorrência de duas grandes enchentes, em 19 de janeiro de 1807 e em 28 de janeiro de 1809, muito se discutiu sobre a possibilidade de transferência da capela e da freguesia de local.
Depois de muitos conflitos em torno da mudança, entre 1816 e 1834, finalmente, em 10 de março de 1842, o Barão de Monte Alegre, presidente da província, assinou a lei que elevou Xiririca à categoria de vila (Vila de Nossa Senhora da Guia de Xiririca)) (equivalente atualmente a município), mas apenas em 2 de maio de 1845 foi instalada a primeira câmara municipal, sob a presidência do padre Joaquim Gabriel da Silva Cardoso.
Em 1942, quando comemorou seu centenário, Xiririca tinha cerca de trinta mil habitantes, sendo dois mil na zona urbana.

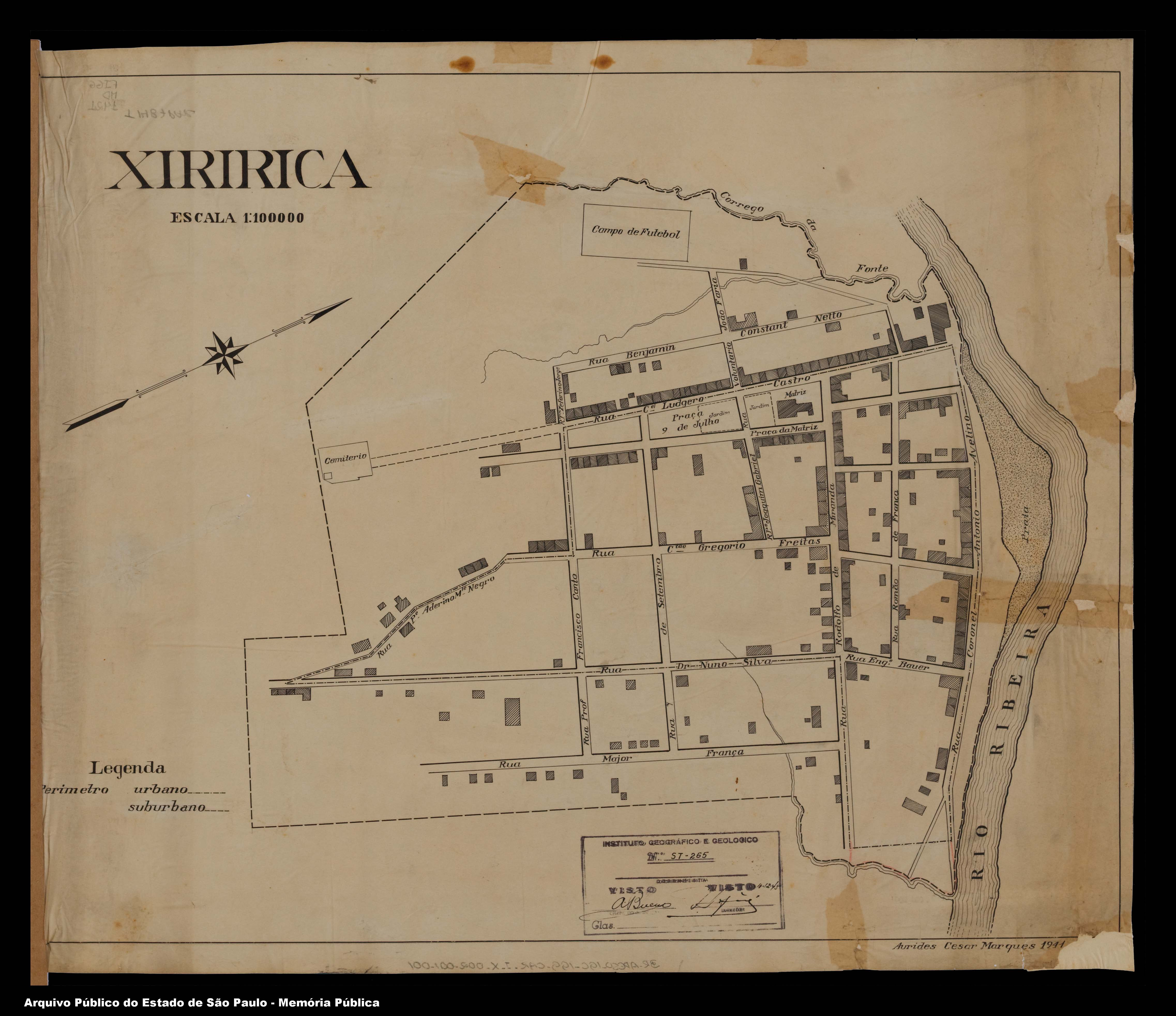
Planta da área urbana (1945).

Seis anos depois, seu nome foi alterado para Eldorado, mudança inspirada pela corrida do ouro, assim como nas cidades vizinhas de Sete Barras (sete barras de ouro foram descobertas ali) e Registro (era lá que o ouro era registrado).

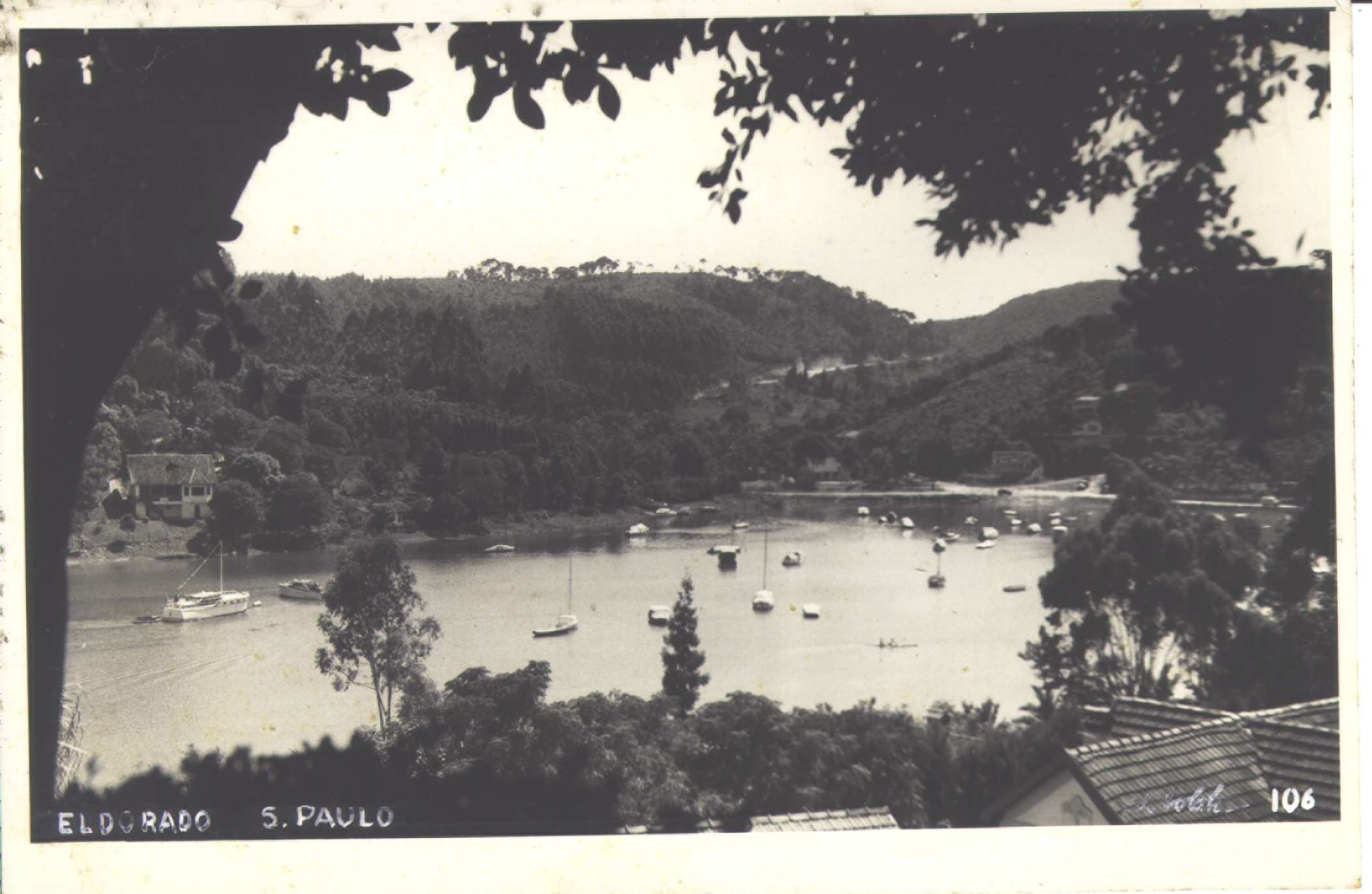
Foto histórica de Eldorado.

A Lei estadual nº 233 de 24 de dezembro de 1948 modificou o nome o município de "Xiririca" a "Eldorado". A motivação onomástica é uma alusão à lenda do Eldorado, uma referência às riquezas minerais que atraíram os primeiros povoadores da região.

## Geografia
Localiza-se a uma latitude 24º31'12" sul e a uma longitude 48º06'29" oeste, estando a uma altitude de 62 metros. É o quarto maior município em extensão territorial do Estado.

### Rodovias
Os principais acessos a cidade de Eldorado são as rodovias SP-165 e SP-193.

### Hidrografia

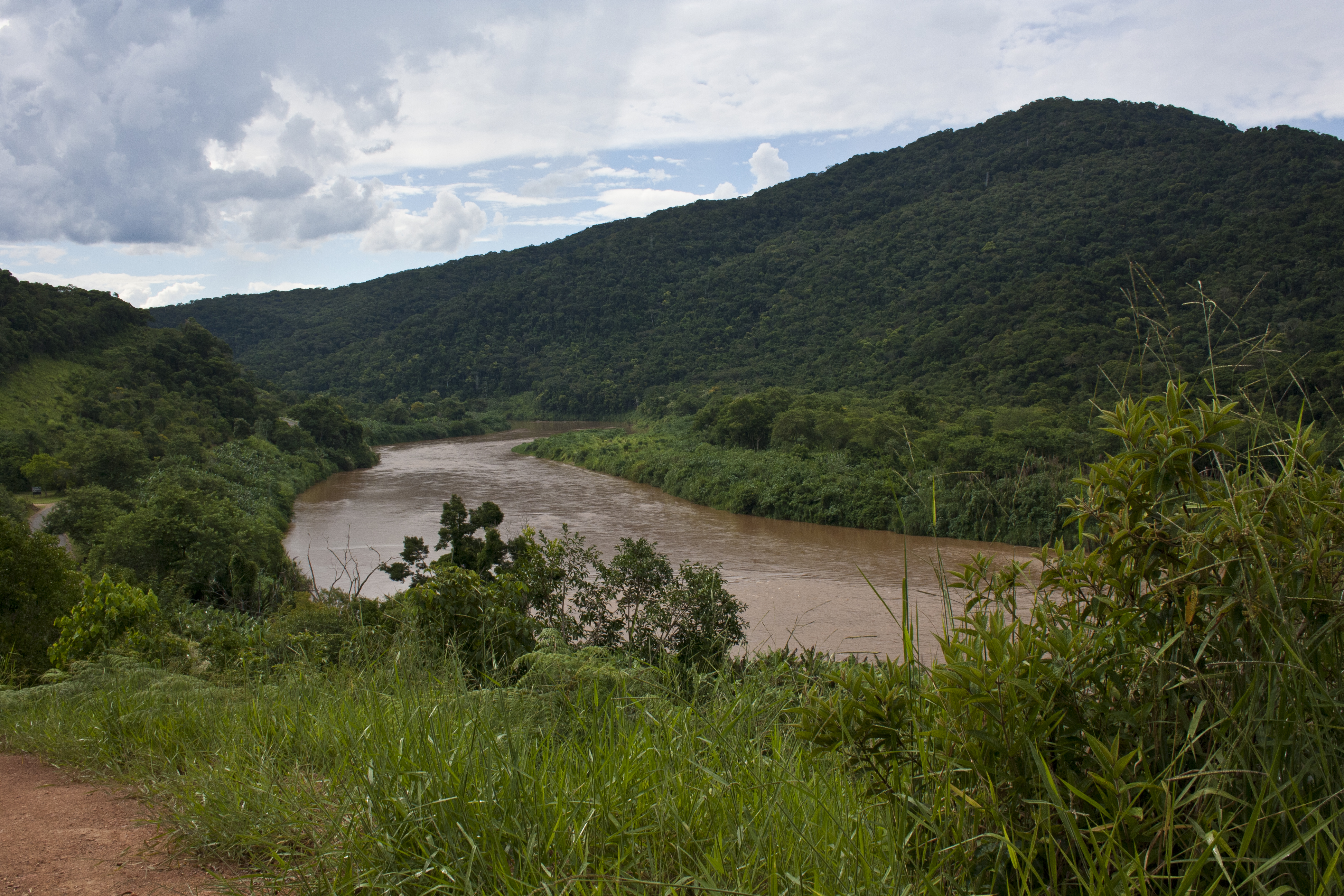
Rio Ribeira de Iguape.

- Rio Ribeira de Iguape
- Rio Taquari
- Rio Batatal
- Rio Pilões
- Rio Nhunguara
- Rio Bocó
- Rio Xiririca

### Geologia
O município de Eldorado possui uma geologia bastante diversificada. A mega zona de cisalhamento transcorrente dextral designada de Falha de Cubatão passa sobre a sede do município, localmente assume a denominação de Itapeúna, seguindo para o Paraná como Falha da Lancinha. A sudeste dessa falha ocorrem rochas gnaissico-migmatíticas e rochas metassedimentares de médio grau do Complexo Turvo-Cajati. A noroeste da falha, dominam rochas da Formação Votuverava, Grupo Açungui, que inclui filitos e localmente rochas metabásicas de baixo grau metamórfico.
A famosa Caverna do Diabo situa-se sobre uma sequência de mármores metadolomíticos em estrutura sinformal da serra da Bandeira, serra da Tapagem ou serra do André Lopes, incluída na sequência Perau e separada das sequências Votuverava pela zona de cisalhamento Ribeira. Todas essas unidades geológicas são de idade proterozoica e também  são cortadas por diques de diabásio de direção noroeste-sudeste do Alinhamento Estrutural de Guapiara, durante o Mesozoico, Cretáceo Inferior.

### Clima
Segundo dados do Centro Integrado de Informações Agrometeorológicas (CIIAGRO/SP), desde março de 2000 a menor temperatura registrada em Eldorado foi de 2 °C em julho de 2000, nos dias 17 e 21, e a maior alcançou 43,2 °C em 3 de outubro de 2020. O maior acumulado de chuva em 24 horas atingiu 117 mm em 17 de janeiro de 2005.
| Dados climatológicos para Eldorado | Dados climatológicos para Eldorado | Dados climatológicos para Eldorado | Dados climatológicos para Eldorado | Dados climatológicos para Eldorado | Dados climatológicos para Eldorado | Dados climatológicos para Eldorado | Dados climatológicos para Eldorado | Dados climatológicos para Eldorado | Dados climatológicos para Eldorado | Dados climatológicos para Eldorado | Dados climatológicos para Eldorado | Dados climatológicos para Eldorado | Dados climatológicos para Eldorado |
| Mês | Jan                                | Fev                                | Mar                                | Abr                                | Mai                                | Jun                                | Jul                                | Ago                                | Set                                | Out                                | Nov                                | Dez                                | Ano                                |
| --- | ---------------------------------- | ---------------------------------- | ---------------------------------- | ---------------------------------- | ---------------------------------- | ---------------------------------- | ---------------------------------- | ---------------------------------- | ---------------------------------- | ---------------------------------- | ---------------------------------- | ---------------------------------- | ---------------------------------- |
| Temperatura máxima recorde (°C) | 41,8                               | 41,6                               | 39                                 | 37,5                               | 36                                 | 34,2                               | 34,2                               | 36,6                               | 38,4                               | 43,2                               | 40,1                               | 40,6                               | 43,2                               |
| Temperatura máxima média (°C) | 31,2                               | 31,8                               | 32                                 | 30,2                               | 26,3                               | 26                                 | 25                                 | 26,6                               | 25,9                               | 28,2                               | 29,1                               | 30,7                               | 28,6                               |
| Temperatura média (°C) | 26                                 | 26,2                               | 26,2                               | 24,5                               | 20,9                               | 20,4                               | 18,8                               | 20,3                               | 20,8                               | 23                                 | 23,8                               | 25,4                               | 23                                 |
| Temperatura mínima média (°C) | 20,7                               | 20,5                               | 20,5                               | 18,8                               | 15,5                               | 14,8                               | 12,7                               | 13,9                               | 15,8                               | 17,7                               | 18,6                               | 20                                 | 17,5                               |
| Temperatura mínima recorde (°C) | 15,6                               | 16,4                               | 15,1                               | 10,9                               | 4,2                                | 3,2                                | 2                                  | 7,4                                | 5,2                                | 9,6                                | 8,4                                | 13,8                               | 2                                  |
| Precipitação (mm) | 291                                | 148,1                              | 190,6                              | 58,4                               | 84,4                               | 38,9                               | 87,7                               | 36,2                               | 107,5                              | 106,4                              | 110,5                              | 136,6                              | 1 396,3                            |
| Fonte: CIIAGRO/SP – Centro Integrado de Informações Agrometeorológicas (climatologia: 2000-2020; recordes de temperatura: 24/03/2000-presente) |                                    |                                    |                                    |                                    |                                    |                                    |                                    |                                    |                                    |                                    |                                    |                                    |                                    |

## Política e administração
- Prefeito: Dinoel Pedroso Rocha (2021/2024)
- Vice-prefeito: Valdemir dos Santos Solposto Júnior

## Infraestrutura

### Energia
A concessionária de energia elétrica que atende o município é a Neoenergia Elektro, antiga CESP.

### Saneamento
O serviço de abastecimento de água é feito pela Companhia de Saneamento Básico do Estado de São Paulo (SABESP).

### Comunicações
O sistema de telefones automáticos foi inaugurado na cidade pela Companhia de Telecomunicações do Estado de São Paulo (COTESP) em 1974. Já o sistema de discagem direta à distância (DDD) foi implantado em 1983 pela Telecomunicações de São Paulo (TELESP), com o código de área (0138).
Na década de 90 o código DDD da cidade foi alterado para (013), para padronização do sistema telefônico com a telefonia celular que estava sendo implantada em todo o estado.

## Turismo

### Estância turística

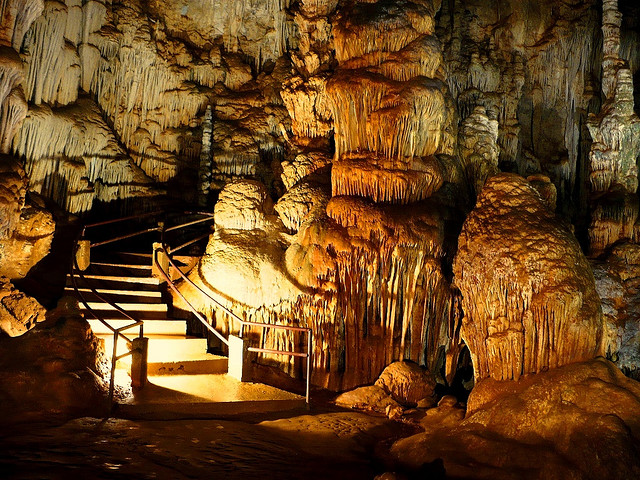
Caverna do Diabo.

Eldorado é um dos 29 municípios paulistas considerados estâncias turísticas pelo Estado de São Paulo, por cumprirem determinados pré-requisitos definidos por lei estadual.
Tal status garante a esses municípios uma verba maior por parte do Estado para a promoção do turismo regional. O município também adquire o direito de agregar junto a seu nome o título de "Estância Turística", termo por que passa a ser designado tanto pelo expediente municipal oficial quanto pelas referências estaduais.

### Atrações turísticas
Dentre as atrações turísticas destacam-se a Caverna do Diabo (Gruta da Tapagem), localizada no Parque Estadual Caverna do Diabo, a Cachoeira do Meu Deus e a cultura quilombola no Quilombo Ivaporunduva.

## Pessoas ilustres
- Francisca Júlia da Silva - poetisa, professora, pianista, crítica literária, escritora.

## Religião

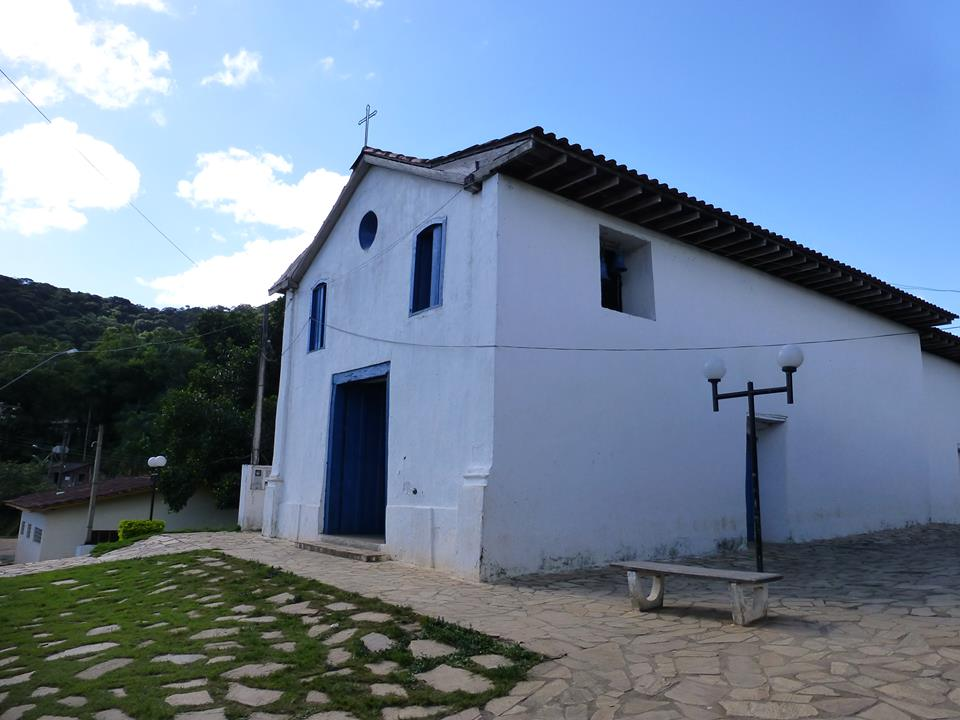
Capela Nossa Senhora do Rosário dos Homens Pretos, localizada no Quilombo Ivaporunduva.

O Cristianismo se faz presente na cidade da seguinte forma:

### Igreja Católica
- A igreja faz parte da Diocese de Registro.[23]

### Igrejas Evangélicas
Entre as igrejas protestantes históricas, pentecostais e neopentecostais, encontram-se na cidade:
- Assembleia de Deus Ministério do Belém.[26][27]
- Congregação Cristã no Brasil.[28]